# Maroko na Letnich Igrzyskach Olimpijskich 1992
Maroko na Letnich Igrzyskach Olimpijskich 1992 reprezentowało 44 zawodników: 43 mężczyzn i jedna kobieta. Był to 8 start reprezentacji Maroko na letnich igrzyskach olimpijskich.

## Zdobyte medale
| Medal  | Zawodnik        | Dyscyplina    | Konkurencja                      | Rezultat                                               |
| ------ | --------------- | ------------- | -------------------------------- | ------------------------------------------------------ |
| Złoto  | Chalid Skah     | Lekkoatletyka | bieg na 10 000 m mężczyzn        | 27:46,70 min                                           |
| Srebro | Raszid al-Basir | Lekkoatletyka | bieg na 1500 m mężczyzn          | 3:40,62 min                                            |
| Brąz   | Muhammad Aszik  | Boks          | waga kogucia (do 54 kg) mężczyzn | w półfinale przegrał z Kubańczykiem Joelem Casamayorem |

## Skład kadry

### Boks
Mężczyźni
- Mohamed Zbir waga papierowa do 48 kg – 17. miejsce,
- Hamid Berhili waga musza do 52 kg – 17. miejsce,
- Muhammad Aszik waga kogucia do 54 kg – 3. miejsce,
- Kamal Marjouane waga lekka do 60 kg – 17. miejsce,
- Abdellah Taouane waga półśrednia do 67 kg – 17. miejsce,
- Mohamed Mesbahi waga lekkośrednia do 71 kg – 17. miejsce,
- Ahmed Sarir waga superciężka powyżej 91 kg – 16. miejsce,

### Lekkoatletyka
Kobiety
- Nezha Bidouane – bieg na 400 m przez płotki – odpadła w półfinale,

Mężczyźni
- Lahlou Ben Younès – bieg na 400 m – odpadł w półfinale,
- El-Mahjoub Haïda – bieg na 800 m – odpadł w eliminacjach,
- Raszid al-Basir – bieg na 1500 m – 2. miejsce,
- Ibrahim Butajjib – bieg na 5000 m – 4. miejsce,
- Mohamed Issangar – bieg na 5000 m – 9. miejsce,
- Chalid Skah – bieg na 10 000 m – 1. miejsce,
- Hammu Butajjib – bieg na 10 000 m – nie ukończył biegu finałowego,
- Salah Qoqaïche – maraton – 6. miejsce,
- El-Arbi Khattabi – bieg na 3000 m z przeszkodami – 10. miejsce,
- Abdel Ali Kasbane, Abdel Ghani Guériguer, Bouchaib Bel Kaïd, Lahlou Ben Younès – sztafeta 4 × 400 m – odpadli w eliminacjach,

### Piłka nożna
Mężczyźni
- Abdel Krim El-Hadrioui, Ahmed Bahja, Aziz Azim, Hicham Dmiai, Khalid Raghib, Hussain Ammouta, Lahcen Abrami, Mohamed Aziz Samadi, Rashid Azzouzi, Mohamed El-Badrioui, Mouhcine Bouhlal, Mouloud Moudakkar, Mustapha Achab, Noureddine Naybet, Saïd Rokbi, Youssef Chippo – 15. miejsce,

### Podnoszenie ciężarów
Mężczyźni
- Mohamed Meziane – waga do 67,5 kg – 15. miejsce,

### Tenis stołowy
Mężczyźni
- Abdelhadi Legdali – gra pojedyncza – 49. miejsce,

### Tenis ziemny
Mężczyźni
- Younès El-Aynaoui – gra pojedyncza – 17. miejsce,
- Karim al-Alami – gra pojedyncza – 33. miejsce,

### Zapasy
Mężczyźni
- Abd al-Malik al-Awwad – styl klasyczny waga do 48 kg – odpadł w eliminacjach,
- Sa’id at-Tanku – styl klasyczny waga do 52 kg – 10. miejsce,
- Abd ar-Rahman Nana – styl klasyczny waga do 57 kg – 9. miejsce,
- Raszid Lachdar – styl klasyczny waga do 62 kg – odpadł w eliminacjach,